# Portalna vena
Portalna vena (tudi dojetrna dovodnica, dverna dovodnica, dverna vena; latinsko vena portae hepatis) je vena, ki odvaja kri od prebavil in s prebavili povezanih žlez. Nastane z združitvijo:
- vranične (splenične) vene in
- zgornje drobovne (mezenterične) vene.

Preden vstopi v jetra skozi jetrno lino (latinsko porta hepatis), se razcepi v desno in levo vejo, v jetrih pa na interlobularne in intralobularne veje.
Kri, ki priteče iz prebavil v jetra po portalni veni, se v jetrih prečisti in odteka skozi jetrne vene v spodnjo votlo veno. Spodnja mezenterična vena ni neposredno povezana s portalno veno, marveč se izteka v vranično veno. 
Portalna vena zbira kri iz:
- vranične vene,
- zgornje in spodnje drobovne vene,
- desne gastrične vene,
- leve gastrične vene.

## Fiziologija
Skorajda vsa kri gre iz prebavil v poseben venski obtok, imenovan portalni krvni obtok. V portalnem krvnem obtoku se tako nahajajo vsa hranila in toksini, ki so se absorbirali iz prebavne cevi. Preden gre ta kri v sistemski krvni obtok, mora poteči filtracija skozi jetra, da se toksične snovi razstrupijo.

## Vloga pri boleznih
Pri jetrnih boleznih, zlasti pri cirozi, se lahko pojavi povišan krvni tlak v portalni veni (portalna hipertenzija). Posledica so lahko različne komplikacije: trebušna vodenica, ezofagealne varice, bakterijski peritonitis ...  